# Evidenshierarki
Evidenshierarkier reflekterar den relativa auktoriteten av olika typer av biomedicinska studier som framställer evidensgrad, eller åtminstone olika grader av metoder som producerar evidens. Det finns en omfattande överenskommelse kring den relativa styrkan av de epidemiologiska studiernas huvudtyper, men ändå existerar ingen evidenshierkarki som är universellt accepterad. Fler än 80 olika hierarkier har föreslagits för utvärderingen av medicinsk evidens. Vanligtvis ges randomiserade kontrollerade studier (förkortat "RCT" efter engelskans randomized controlled trial) en högre rang än observationsstudier medan expertutlåtanden och anekdoter normalt sett placeras vid botten av dessa hierarkier. En del evidenshierarkier placerar systematiska översikter och metaanalyser ovanför RCT:er. 
Evidenshierarkier är väsentliga för evidensbaserad medicin (EBM).  

## Definition
År 1997 förklarade Trisha Greenhalgh att en hierarki av studietyper existerar och att denna hierarki kan bestämma "den relativa vikten buren av de olika primära studietyperna då man tar beslut om kliniska ingrepp". År 2014 definierade Jacob Stegenga en evidenshierarki som "en rangordning av olika metoder i enlighet med metodernas potential att lida från systematiska avvikelser". Högst upp på hierarkierna ligger alltså antingen den metod som anses ha den högsta interna validiteten i förhållande till den hypotetiska effektiviteten av det testade medicinska ingreppet eller den metod som anses vara mest fri från systematiska avvikelser.

## Exempel
Greenhalgh placerade de primära studietyperna i följande rangordning:
1. Systematiska översikter och metaanalyser av "RCT:er med avgörande resultat"
2. RCT:er med avgörande resultat (konfidensintervaller som inte överlappar tröskeln med en klinisk signifikant effekt)
3. RCT:er med icke-avgörande resultat (en punktskattning som antyder en klinisk signifikant effekt men med konfidensintervaller som överlappar tröskeln för denna effekt)
4. Kohortstudier
5. Fall-kontrollstudier
6. Tvärsnittsstudier
7. Fallstudier

År 1995 publicerades en av de allra första evidenshierarkierna av Gordon Guyatt, David Sackett, m.fl..